# Martin Wostenholme
Martin Wostenholme (Toronto, 11 ottobre 1962) è un ex tennista canadese.

## Carriera
A livello giovanile ha raggiunto i quarti di finale agli US Open 1979 sconfitto da David Siegler, nel tour maggiore ha disputato le semifinali in tre occasioni: al Guarujá Open 1988, all'ATP Rio de Janeiro 1990 e al Chevrolet Classic 1991.
Ha raggiunto il secondo turno in tutti e quattro i tornei del Grande Slam, dal 1981 al 1991 ha fatto parte della squadra canadese di Coppa Davis vincendo dodici incontri e perdendone otto.
È stato introdotto nella Canadian Tennis Hall of Fame nel 2003.